# کاسینی-هویگنس
کاسینی-هویگنس (به انگلیسی: Cassini–Huygens) یکی از برنامه‌های قدیمی‌تر برنامه فلگ‌شیپ ناسا و همچنین یکی از مهم‌ترین مأموریت‌های فضایی است که به‌طور مشترک توسط ناسا و آژانس فضایی اروپا و برای کاوش سیاره کیوان و قمرهای آن به فضا فرستاده شده‌بود.
فضاپیما دارای دو بخش اصلی بود: مدارگرد فضایی پژوهشی کاسینی به همراه کاوشگر هویگنس که از کاسینی به سمت یکی از ماه‌های کیوان بنام تیتان فرستاده شد و اطلاعاتی از سطح آن به زمین فرستاد.

## نام گذاری

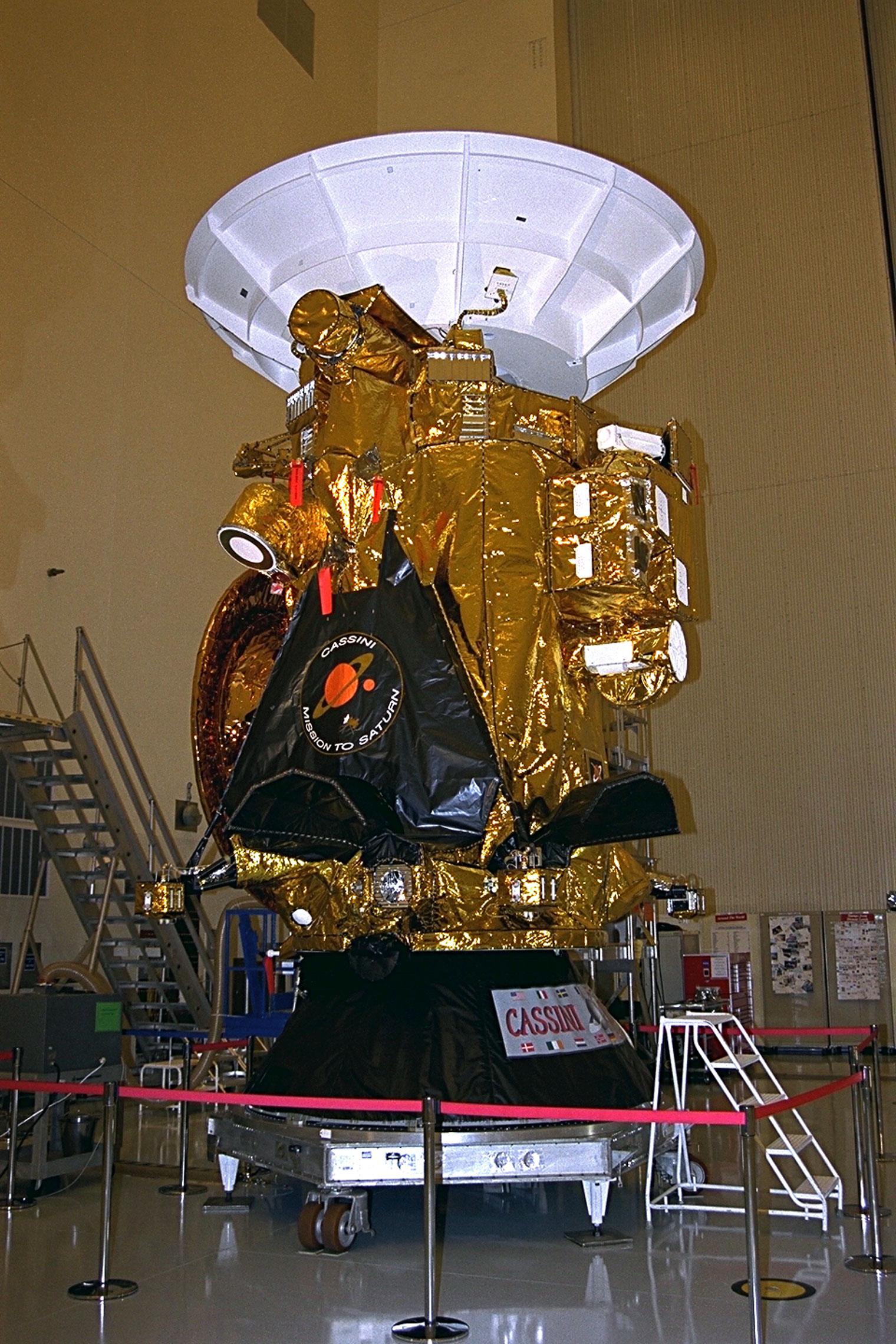
کاوشگر فضایی کاسینی هویگنس بر روی زمین

نام این دو فضاپیما از دو ستاره‌شناس پرآوازه جووانی دومنیکو کاسینی و کریستیان هویگنس گرفته شده است.

## کاوشگر هویگنس
کاوشگر هویگنس توسط آژانس فضایی اروپا تهیه شد. کاسینی ابرها، جو و سطح تیتان را در ۱۵ ژانویه ۲۰۰۵ به دقت بررسی کرد. کاوشگر برای ورود و کاهش سرعت در اتمسفر تیتان و چتر نجات یک آزمایشگاه روباتیک کاملاً مجهز طراحی شده بود.
سیستم کاوشگر شامل خود کاوشگر بود که به سمت تیتان فرود آمد و تجهیزات پشتیبانی کاوشگر که به فضاپیمای در حال گردش متصل بودند باقی ماندند. پی‌اس‌ای شامل تجهیزات الکترونیکی است که کاوشگر را ردیابی می‌کند، داده‌های جمع‌آوری شده در طول فرود آن را بازیابی می‌کند، و داده‌ها را پردازش و به مدارگرد ارسال می‌کند که آن را به زمین ارسال می‌کند. پردازنده کامپیوتر کنترل اصلی مأموریت یک سیستم کنترل اضافی MIL-STD-1750A بود.
داده‌ها توسط یک پیوند رادیویی بین هویگنس و کاسینی که توسط زیرسیستم رله داده کاوشگر ارائه شده بود، منتقل شد. از آنجایی که مأموریت کاوشگر به دلیل فاصله زیاد از زمین نمی‌تواند از راه دور فرمان داده شود، به‌طور خودکار توسط زیرسیستم مدیریت داده فرماندهی مدیریت می‌شود. PDRS و CDMS توسط سازمان فضایی ایتالیا ارائه شده است.
پس از پرتاب کاسینی، مشخص شد که داده‌های ارسال شده از کاوشگر هویگنس به مدارگرد کاسینی (و سپس دوباره به زمین ارسال می‌شود) تا حد زیادی غیرقابل خواندن خواهد بود. علت این بود که پهنای باند الکترونیک پردازش سیگنال بسیار باریک بوده و تغییر دوپلر پیش‌بینی‌شده بین فرودگر و سفینه مادر سیگنال‌ها را خارج از محدوده سیستم قرار می‌داد؛ بنابراین، گیرنده کاسینی قادر به دریافت داده‌ها از هویگنس در طول فرود خود به تیتان نخواهد بود.
پس از تلاش‌های زیاد یک راه حل برای بازیابی مأموریت پیدا شد. مسیر کاسینی برای کاهش سرعت خط دید و در نتیجه تغییر دوپلر تغییر یافت. مسیر بعدی کاسینی با مسیری که قبلاً برنامه‌ریزی شده بود یکسان بود، اگرچه این تغییر، دو مدار قبل از مأموریت هویگنس را با سه مدار کوتاه‌تر جایگزین کرد.

## پایان مأموریت
در پانزده سپتامبر ۲۰۱۷ کاوشگر کاسینی بنا به تصمیم ناسا برای جلوگیری از برخورد کنترل نشده کاوشگر با ماه‌های کیوان (به خصوص تیتان) و احتمال آلودگی یا نابودی هرگونه زیست فرازمینی احتمالی در آن‌ها، با استفاده از آخرین مقادیر سوخت باقیمانده به درون جو کیوان سقوط کرده و بخشی از سیاره‌ای شد که بیش از یک دهه را به مطالعه آن پرداخته بود. با نابودی کاسینی و دریافت آخرین اطلاعات و سیگنال‌های فرستاده شده از کاسینی این مأموریت شگفت‌انگیز نیز پایان یافت.

## مقاصد و تصاویر ارسالی
مقاصد انتخاب‌شده (از بزرگ‌ترین به کوچک‌ترین مرتب شده‌اند اما مقیاس مشترکی در اندازه این نگاره‌ها وجود ندارد)

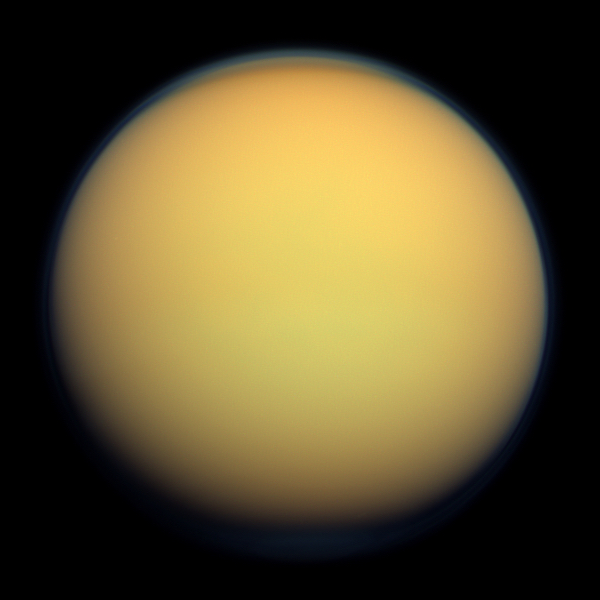
تایتان

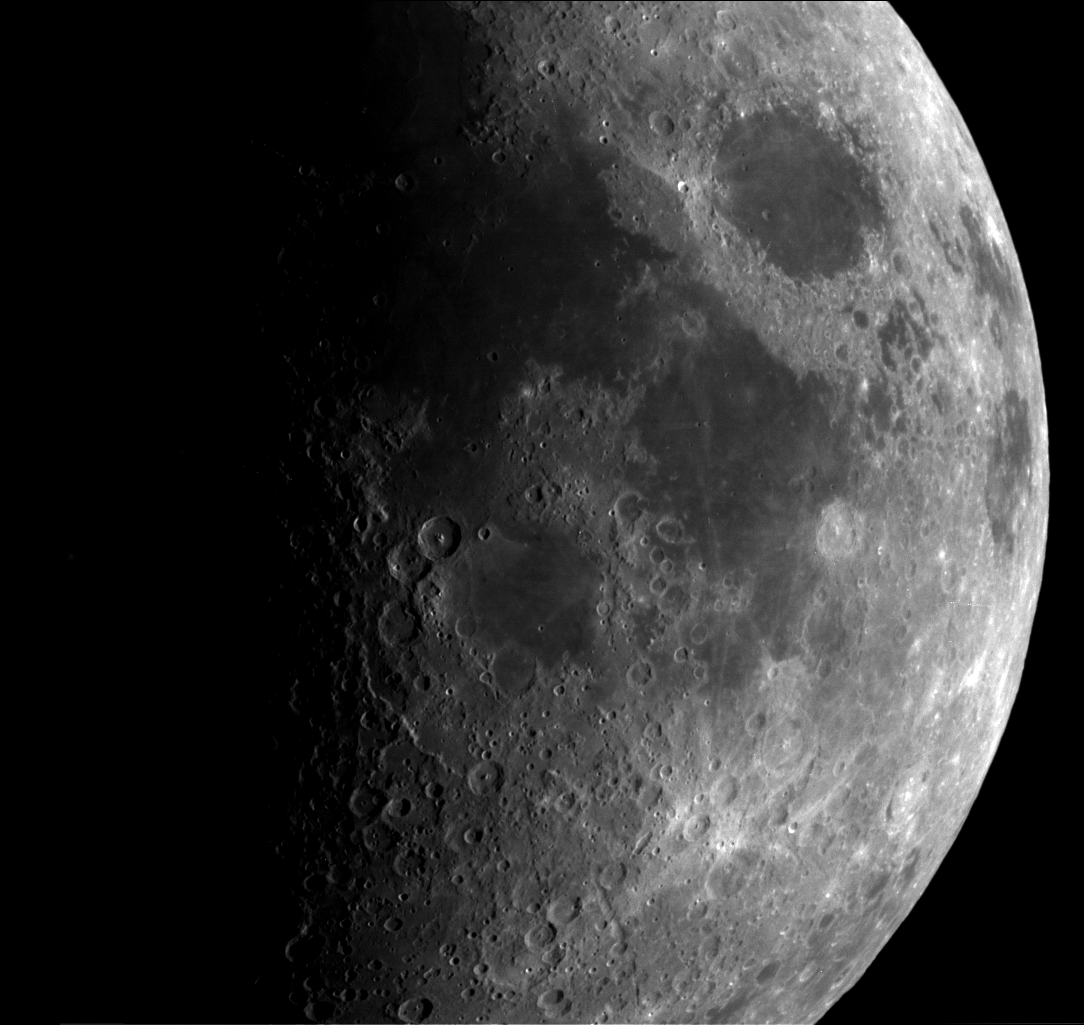
ماه زمین

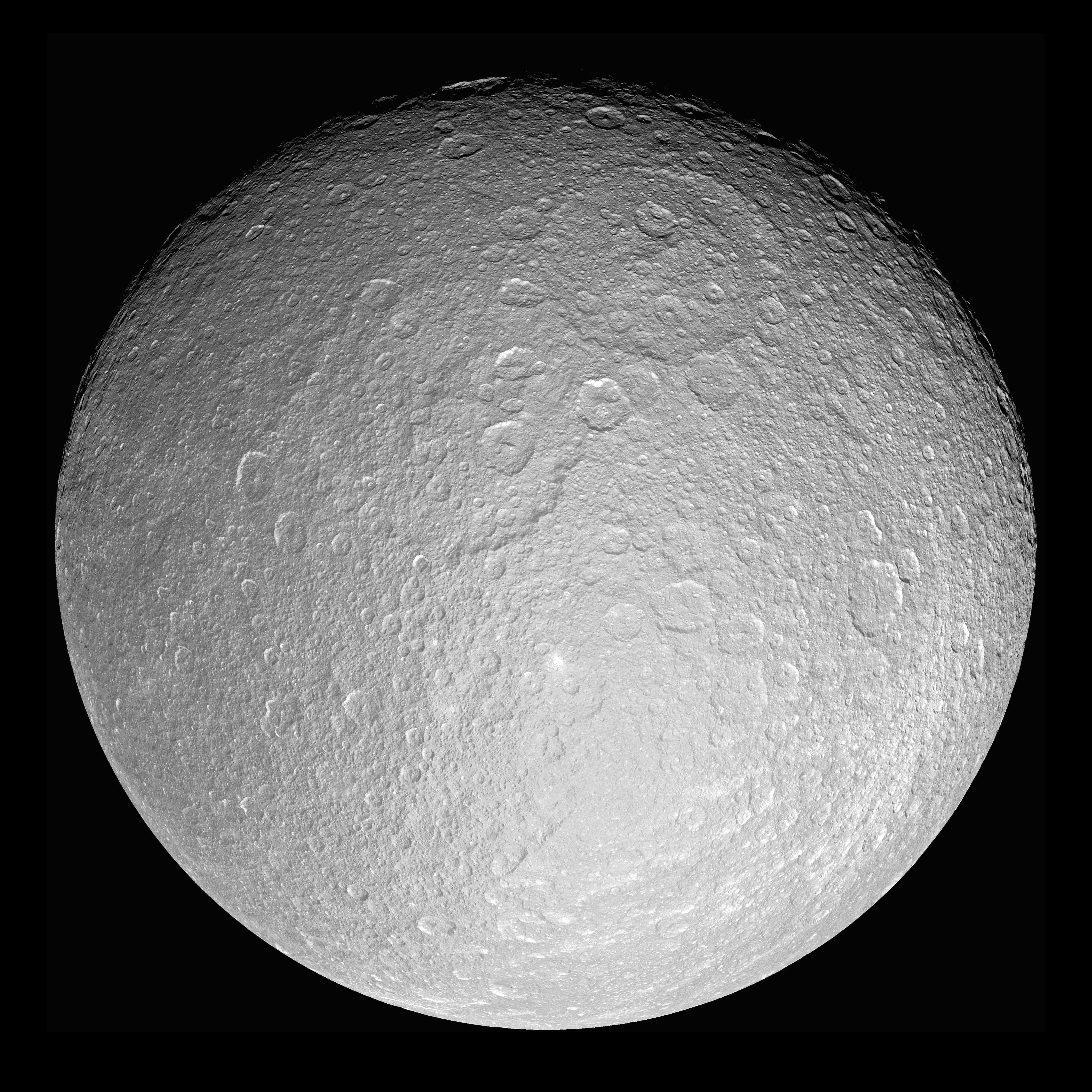
رآ

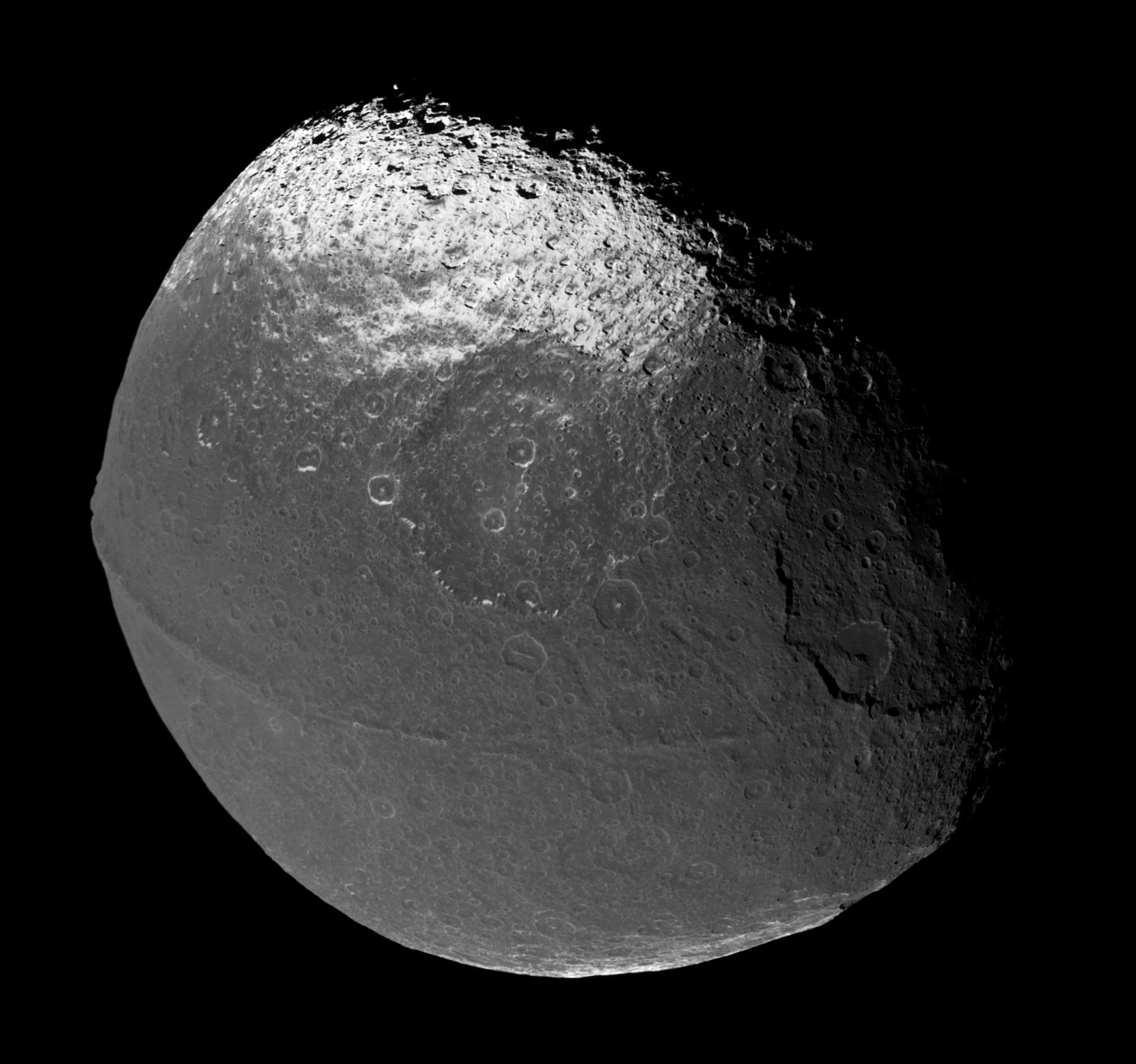
لاپتوس

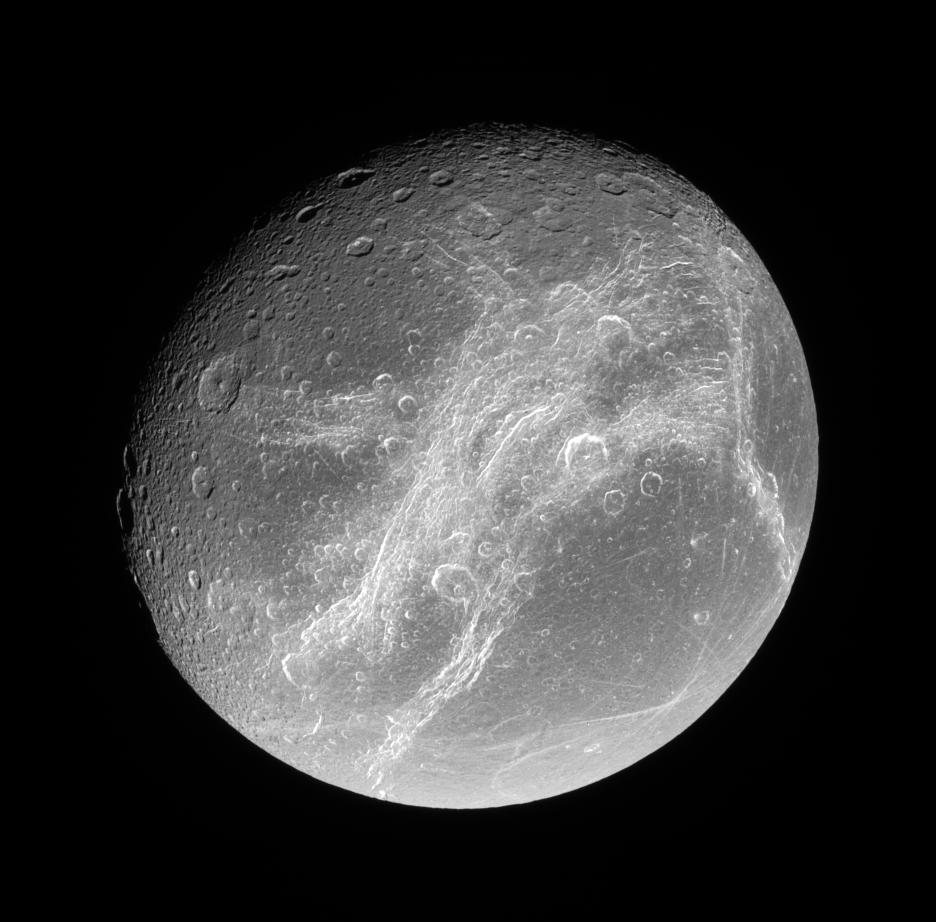
دیون

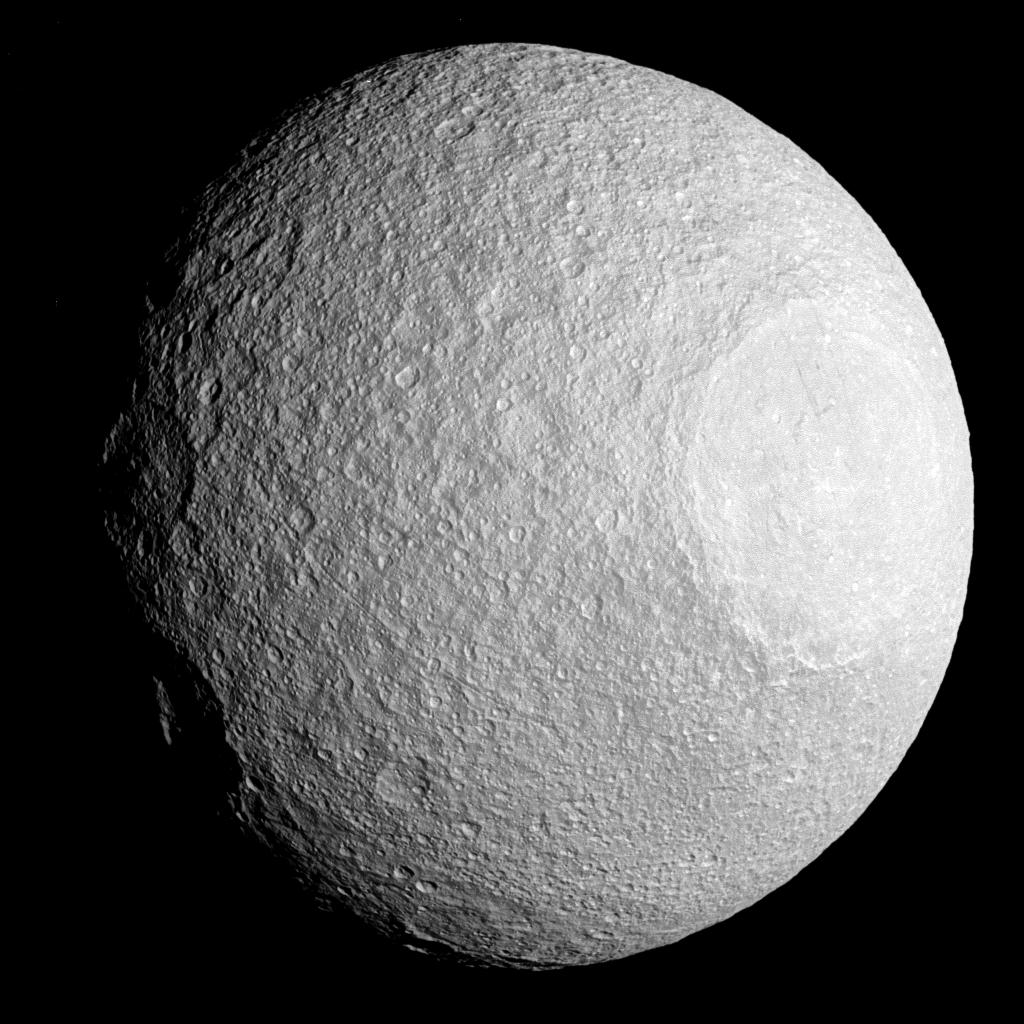
تتیس

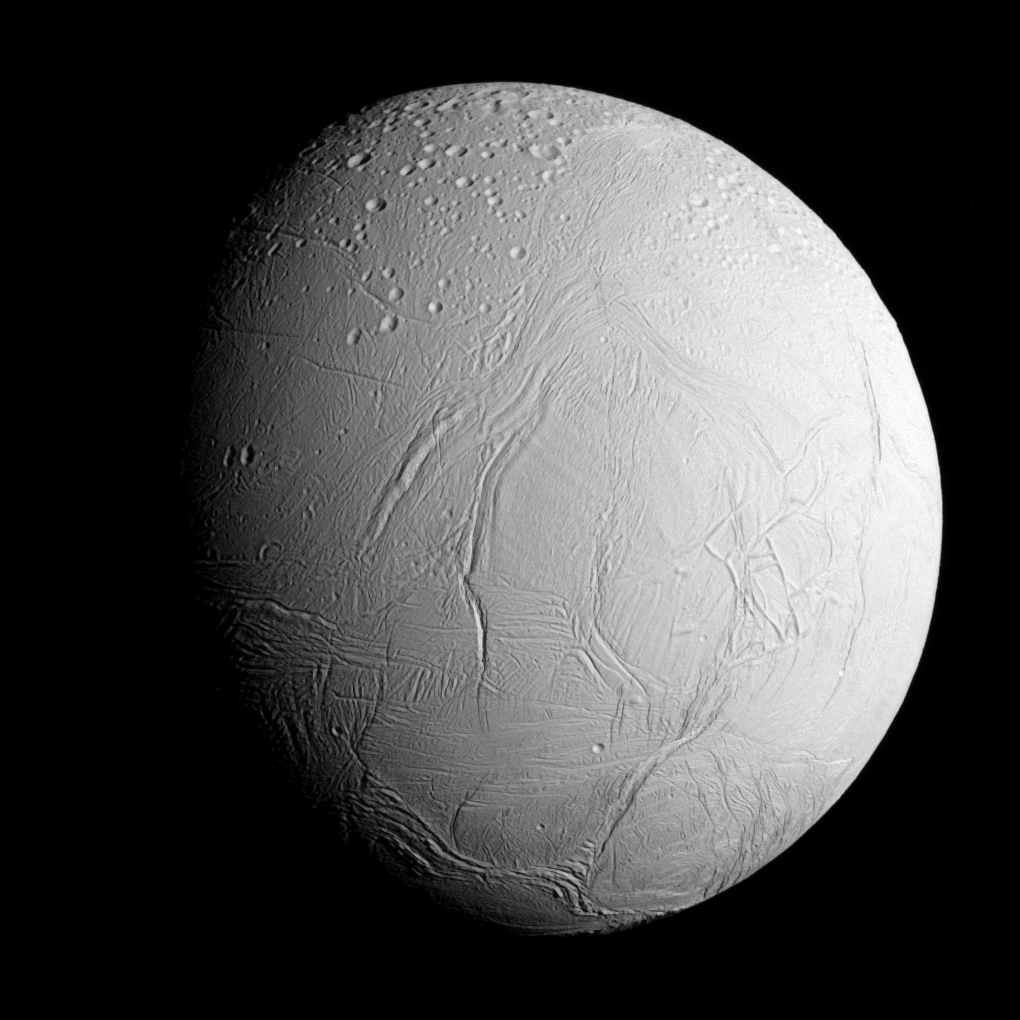
انسلادوس

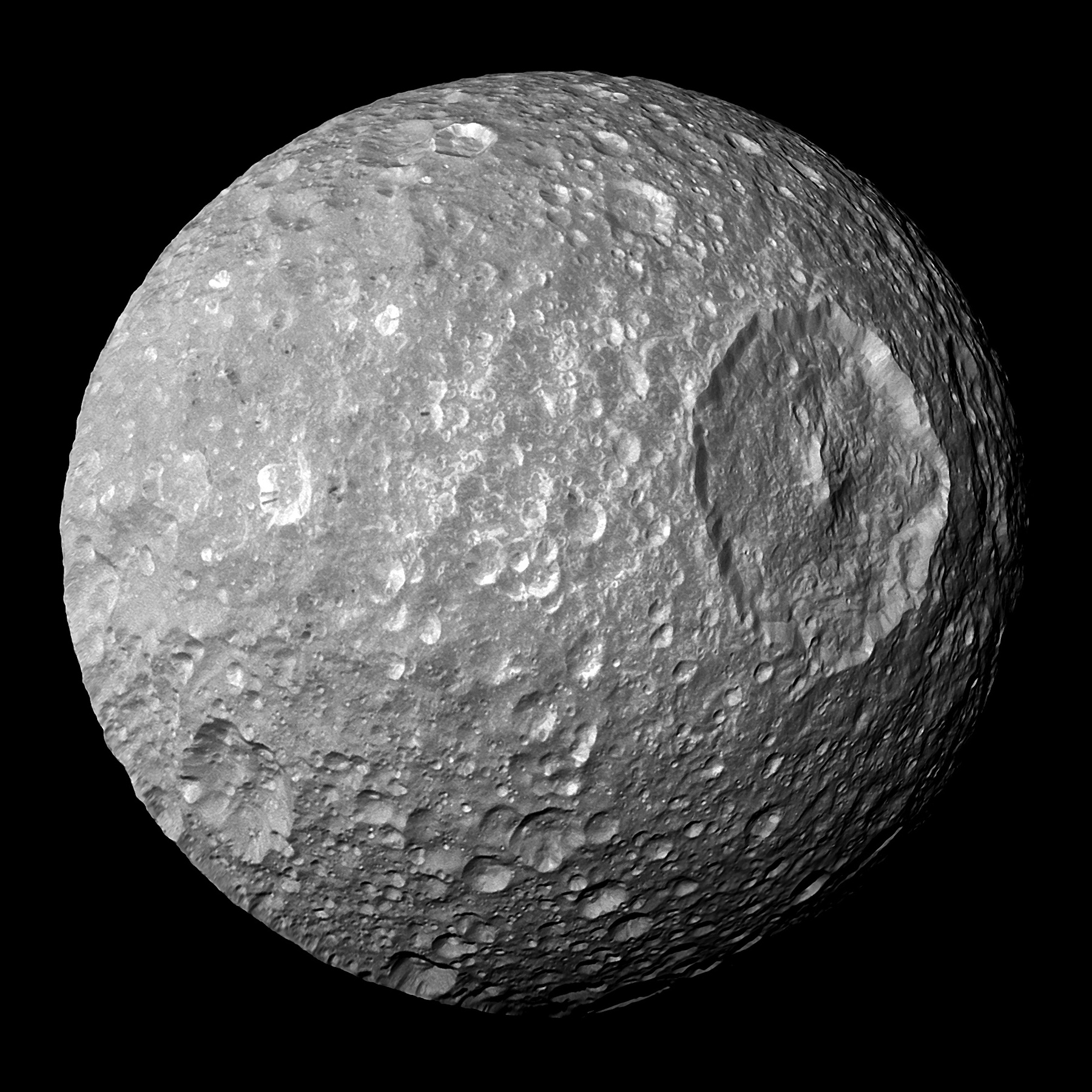
میماس

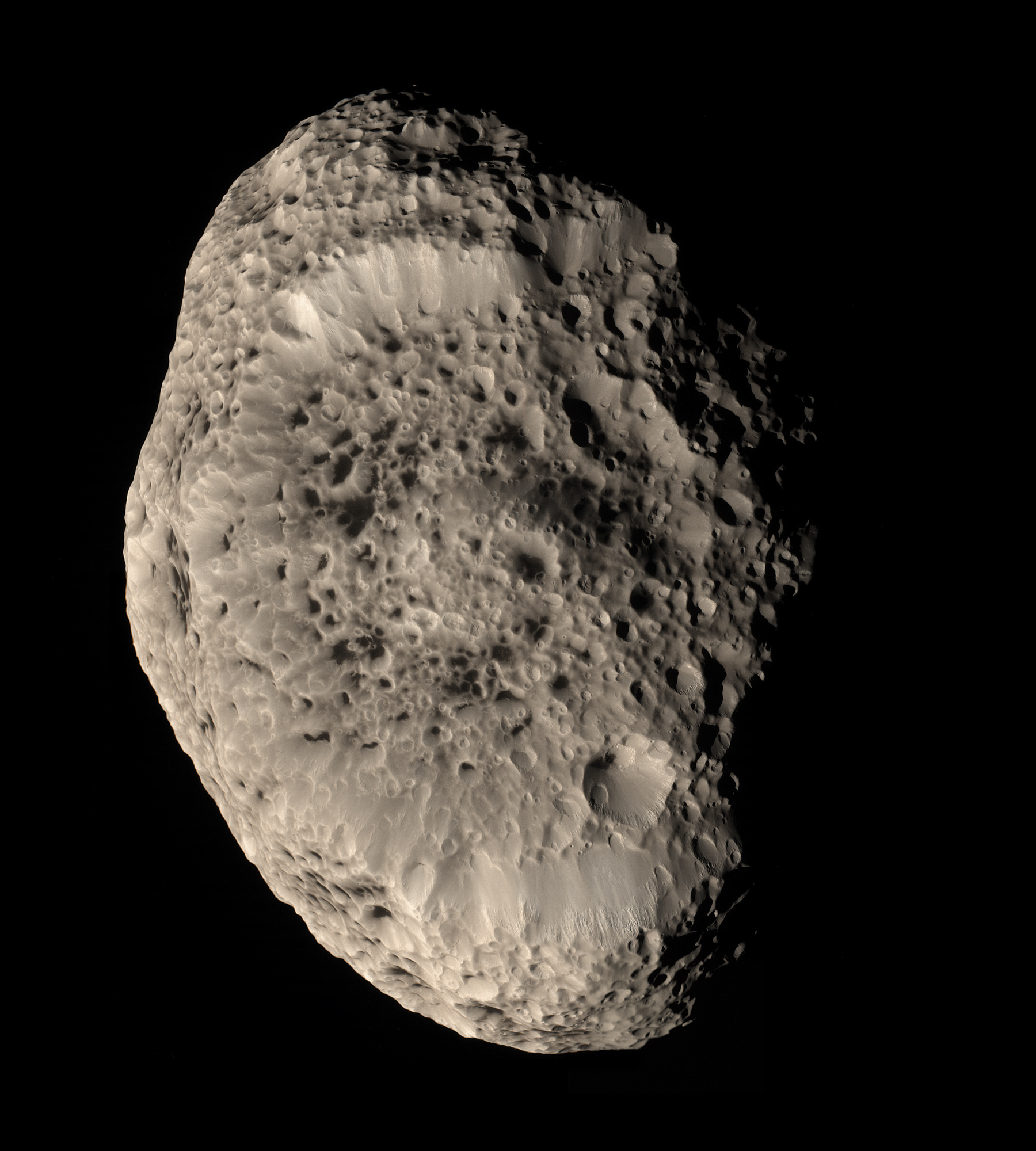
هایپریون

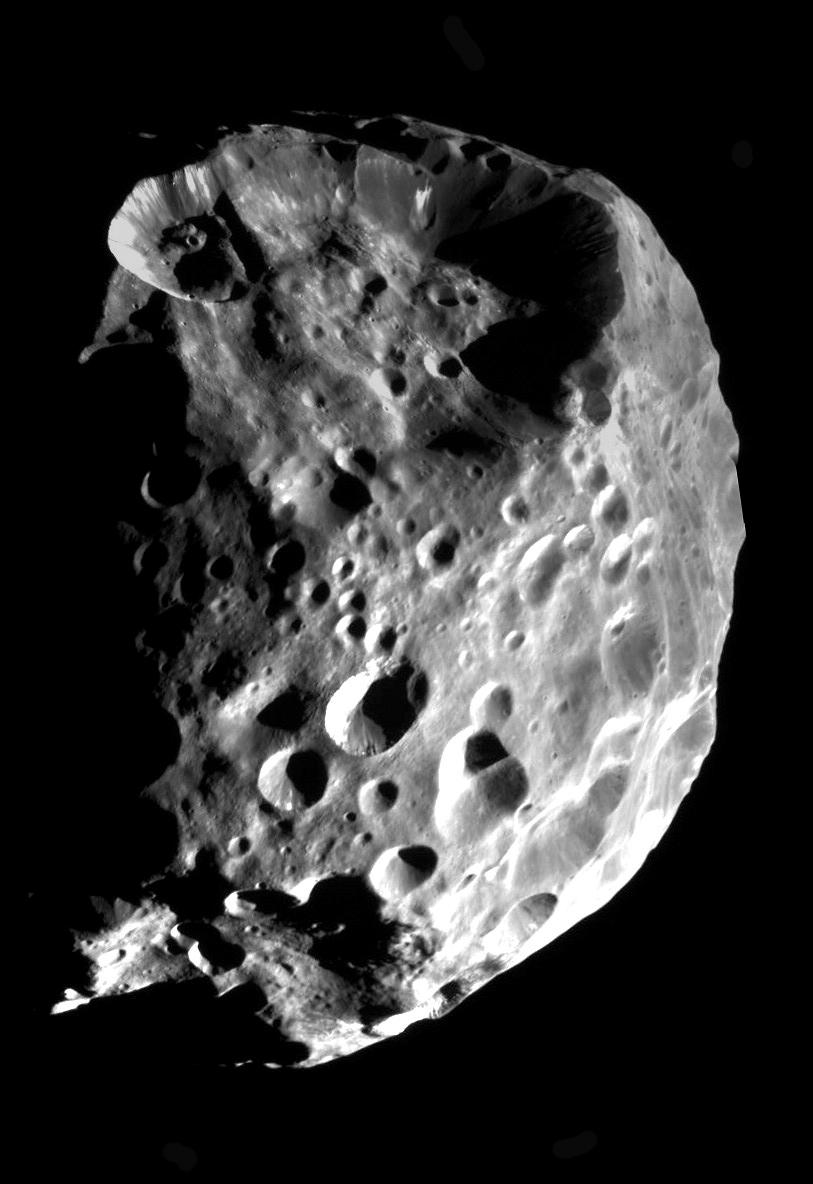
فیبی

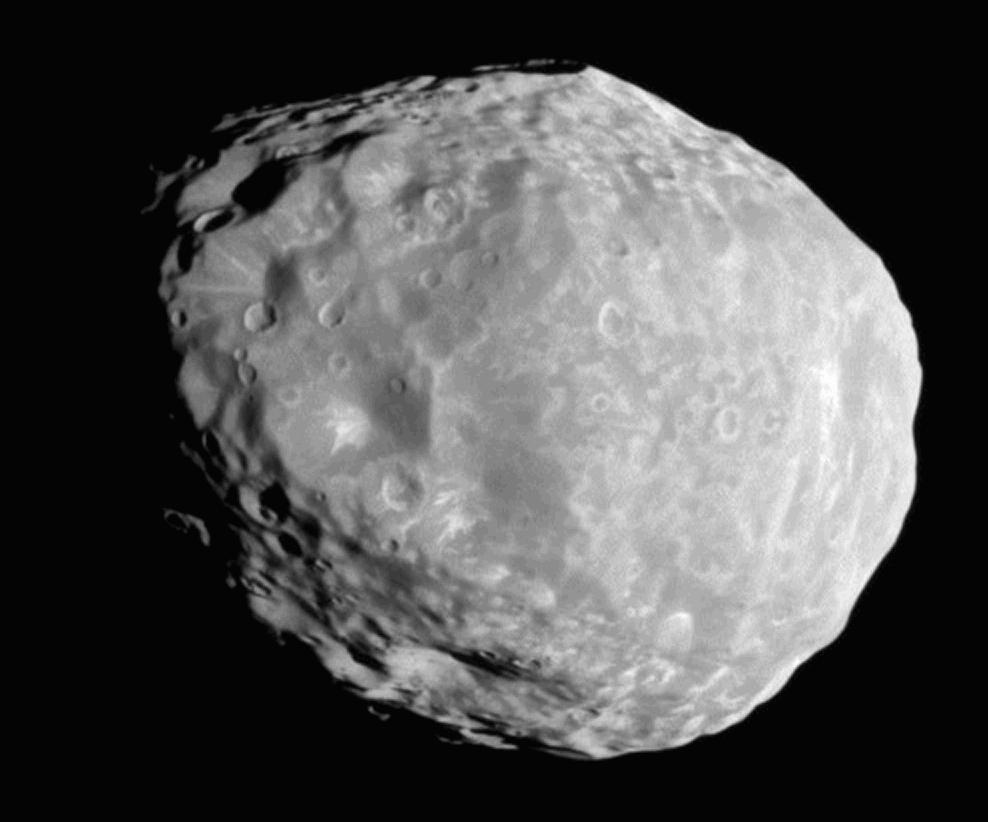
جانوس

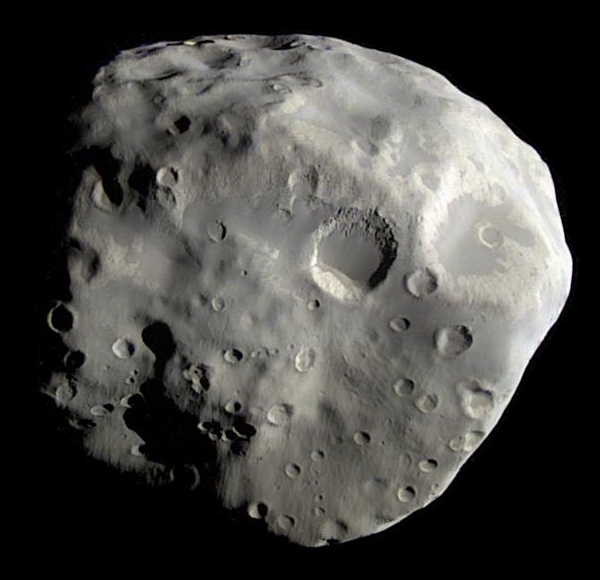
اپیمتئوس

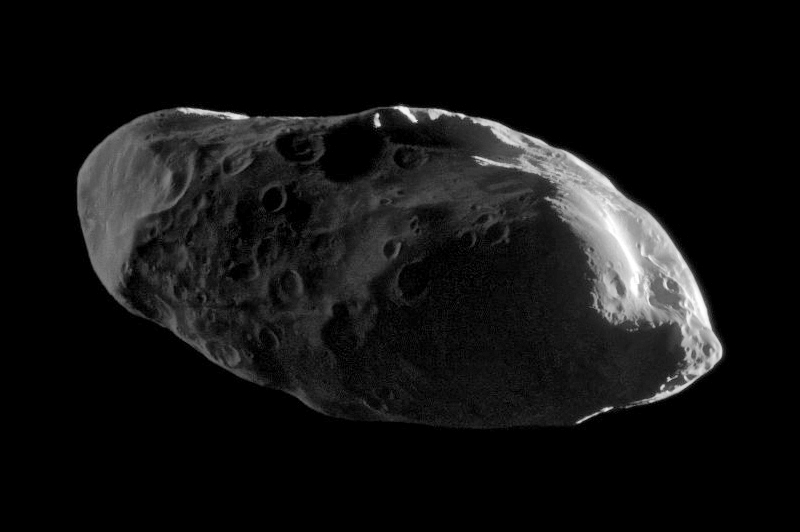
پرومتئوس

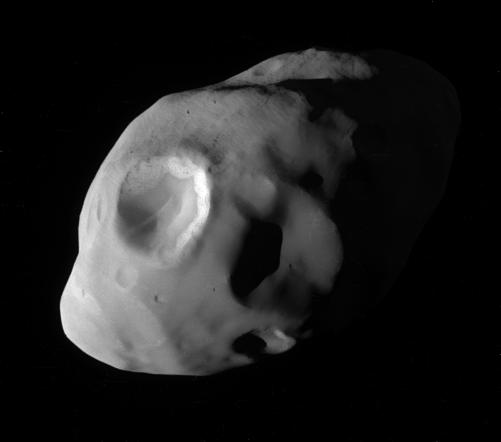
پاندورا

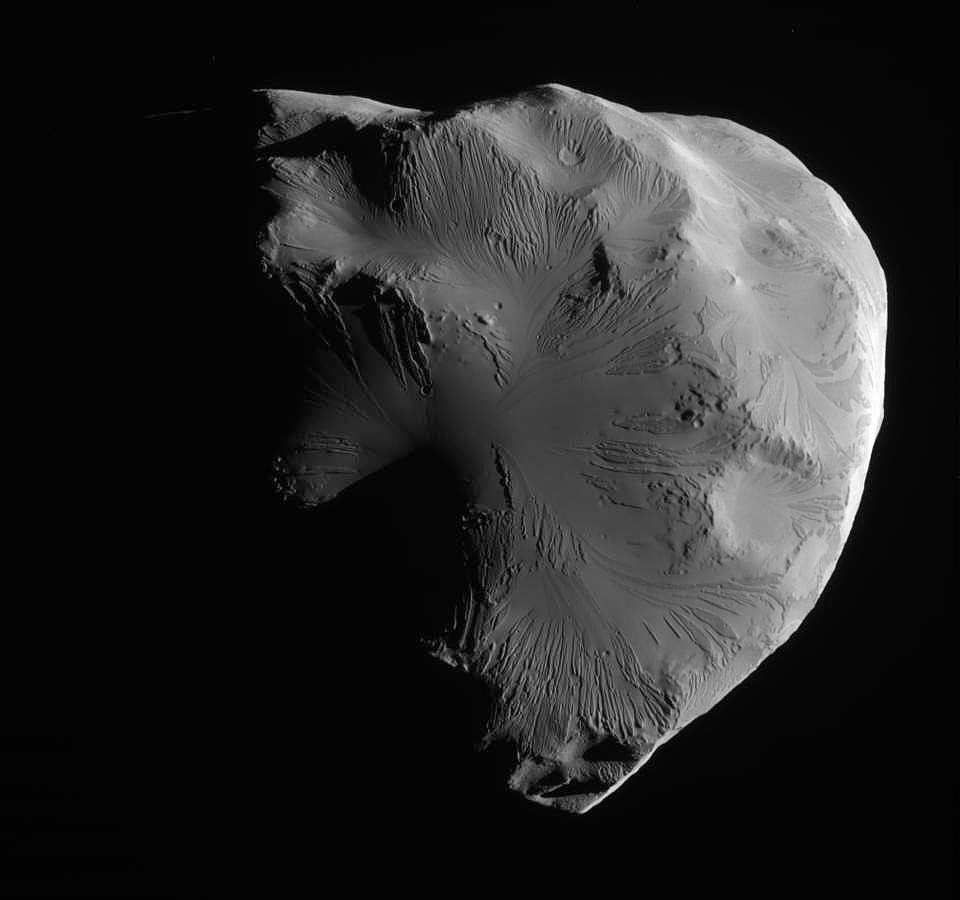
هلن

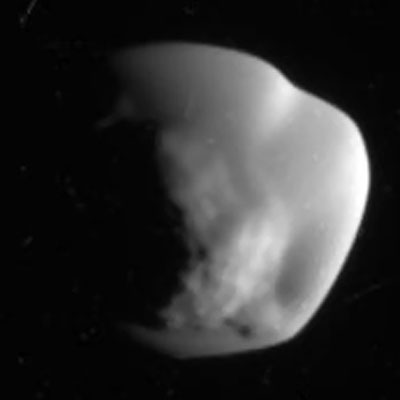
اطلس

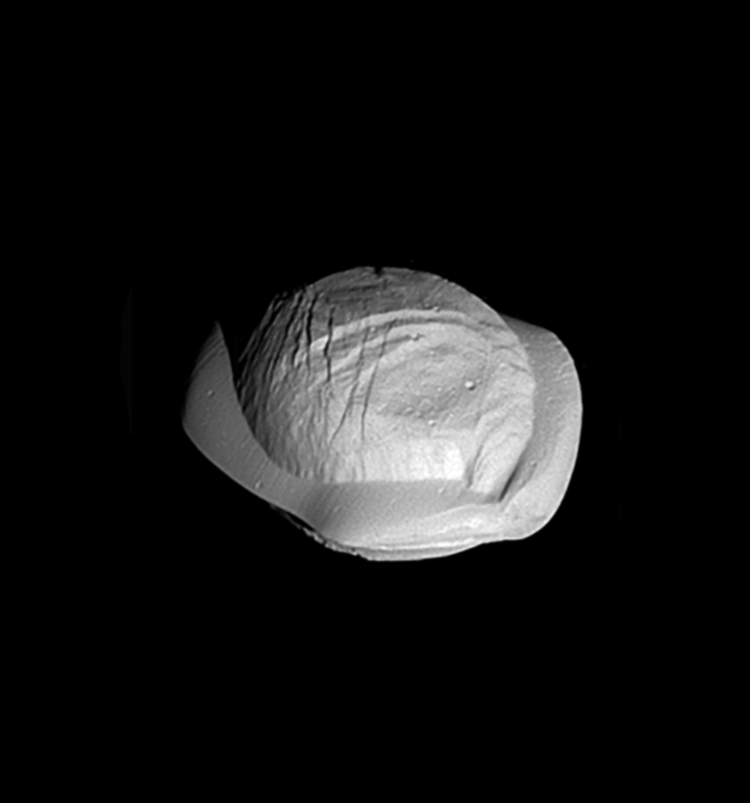
پن

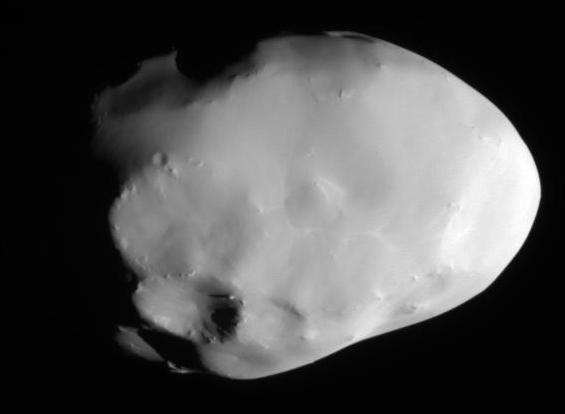
تلستو

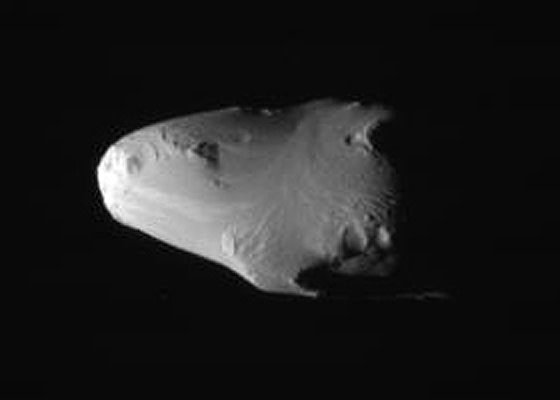
کالیپسو

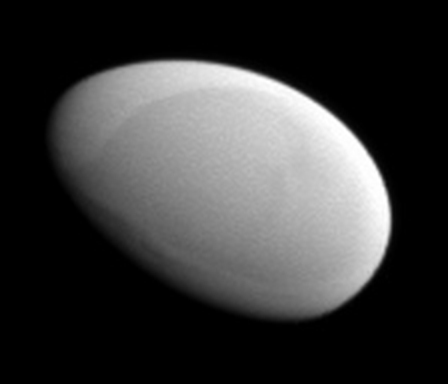
متون